# Tomohiro Nagatsuka
Tomohiro Nagatsuka, (en japonès: 長塚智広, Toride, Ibaraki, 28 de novembre de 1978) és un ciclista japonès, especialista en la pista. Guanyador d'una medalla de plata als Jocs Olímpics d'Atenes en la prova de Velocitat per equips.

## Palmarès
- 2002
  - Campió d'Àsia en Velocitat per equips (amb Keiichi Omori i Kiyofumi Nagai)
- 2004
  -  Medalla de plata als Jocs Olímpics d'Atenes en Velocitat per equips (amb Toshiaki Fushimi i Masaki Inoue)

### Resultats a laCopa del Món
- 2003
  - 1r a Sydney, en Velocitat per equips